# Polska na młodzieżowych mistrzostwach Europy w lekkoatletyce
Polska na młodzieżowych mistrzostwach Europy w lekkoatletyce – reprezentacja Polski występuje w czempionacie Starego Kontynentu dla zawodników do lat 23 od jego pierwszej edycji, która odbyła się w 1997 w Turku, w Finlandii. 
W ciągu 14-letniej historii mistrzostw Europy do lat 23 Polacy zdobyli w sumie 87 medali – 32 złotych, 23 srebrnych i 32 brązowych. W latach 1997–2011 reprezentanci Polski wystartowali w 208 finałach oraz zdobyli 978,5 punktów w klasyfikacji punktowej wszech czasów.

## Podsumowanie startów
| Mistrzostwa Europy | Liczba Polaków | Złoto | Srebro | Brąz | Razem | Finały | Punkty |
| Turku 1997         |                | 2     | 5      | 4    | 11    | 19     | 98,5   |
| Göteborg 1999      |                | 4     | 2      | 4    | 10    | 21     | 99     |
| Amsterdam 2001     |                | 5     | 3      | 4    | 12    | 23     | 128    |
| Bydgoszcz 2003     |                | 5     | 5      | 6    | 16    | 33     | 160    |
| Erfurt 2005        |                | 4     | 1      | 1    | 6     | 25     | 97     |
| Debreczyn 2007     |                | 4     | 2      | 3    | 9     | 29     | 131    |
| Kowno 2009         |                | 4     | 3      | 8    | 15    | 30     | 142    |
| Ostrawa 2011       |                | 4     | 3      | 2    | 9     | 27     | 125    |
| Tampere 2013       |                | 3     | 4      | 1    | 8     | 30     | 109    |
| Tallinn 2015       |                | 4     | 5      | 3    | 12    | 29     | 127    |
| Bydgoszcz 2017     |                | 3     | 4      | 3    | 10    | 29     | 117    |
| Gävle 2019         |                | 6     | 3      | 3    | 12    | 31     | 128    |
| Tallinn 2021       |                | 2     | 1      | 2    | 5     | 28     | 78     |
| Espoo 2023         |                | 0     | 0      | 2    | 2     | 31     | 91     |
| Bergen 2025        |                | 2     | 2      | 1    | 5     | 23     | 80,5   |

## Polscy medaliści młodzieżowych mistrzostw Europy

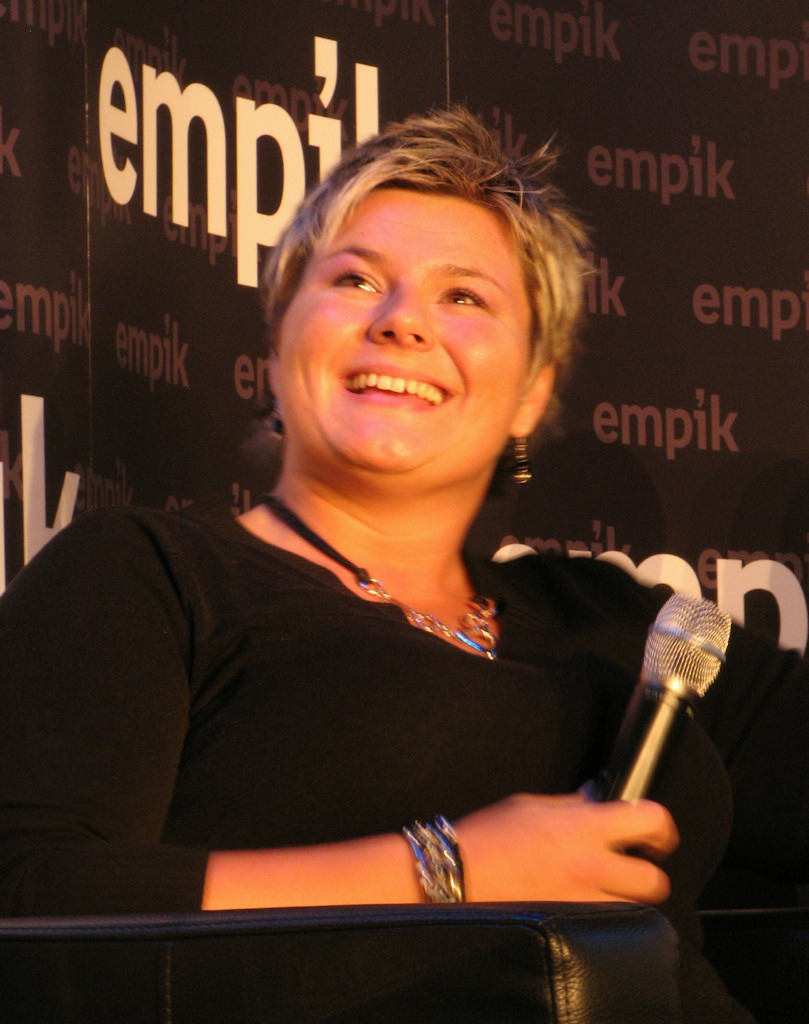
Kamila Skolimowska zdobyła złoty medal w 2003

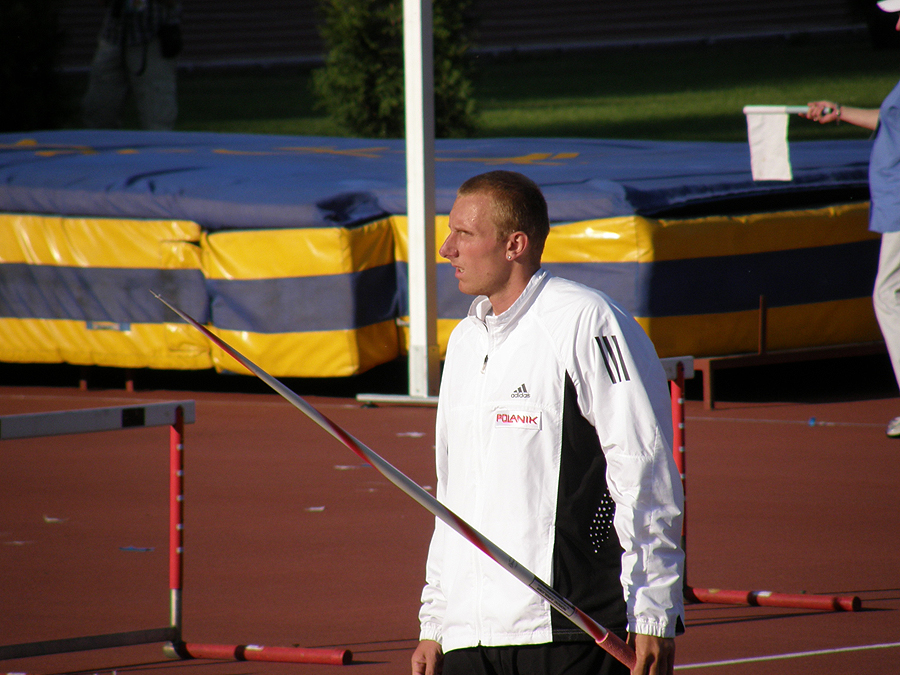
Oszczepnik Igor Janik wywalczył dwa medale mistrzostw do lat 23

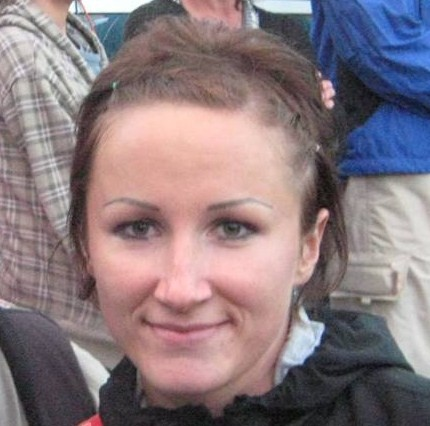
Marta Jeschke to dwukrotna brązowa medalistka czempionatu

### Złoci medaliści
- 1997 – Andrzej Krawczyk – rzut dyskiem; Ryszard Pilarczyk, Jacek Bocian, Piotr Długosielski, Piotr Haczek – sztafeta 4 × 400 metrów;
- 1999 – Lidia Chojecka – bieg na 1500 metrów; Agnieszka Karaczun – bieg na 100 metrów przez płotki; Piotr Haczek – bieg na 400 metrów; Tomasz Ścigaczewski – bieg na 110 metrów przez płotki;
- 2001 – Anna Zagórska – bieg na 800 metrów; Monika Pyrek – skok o tyczce; Marcin Jędrusiński – bieg na 200 metrów; Artur Budziłło – bieg na 110 metrów przez płotki; Tomasz Kondratowicz, Łukasz Chyła, Marcin Płacheta, Przemysław Rogowski – sztafeta 4 × 100 metrów;
- 2003 – Kamila Skolimowska – rzut młotem; Marek Plawgo – bieg na 400 metrów przez płotki; Aleksander Waleriańczyk – skok wzwyż; Rafał Wieruszewski, Kacper Skalski, Daniel Dąbrowski, Marek Plawgo – sztafeta 4 × 400 metrów; Benjamin Kuciński – chód na 20 kilometrów;
- 2005 – Katarzyna Kowalska – bieg na 3000 metrów z przeszkodami; Radosław Popławski – bieg na 3000 metrów z przeszkodami; Igor Janik – rzut oszczepem; Witold Bańka, Piotr Zrada, Daniel Dąbrowski, Piotr Kędzia – sztafeta 4 × 400 metrów;
- 2007 – Katarzyna Kowalska – bieg na 3000 metrów z przeszkodami; Marcin Lewandowski – bieg na 800 metrów; Michał Rosiak – skok w dal; Jakub Giża – pchnięcie kulą;
- 2009 – Adam Kszczot – bieg na 800 metrów; Artur Noga – bieg na 110 metrów przez płotki; Sylwester Bednarek – skok wzwyż; Marcin Sobiech, Jakub Krzewina, Michał Pietrzak, Jan Ciepiela oraz Łukasz Krawczuk i Sebastian Porządny (eliminacje) – sztafeta 4 × 400 metrów
- 2011 – Anna Kiełbasińska – bieg na 200 metrów, Adam Kszczot – bieg na 800 metrów; Paweł Wojciechowski – skok o tyczce; Paweł Fajdek – rzut młotem
- 2013 – Karol Zalewski – bieg na 200 metrów; Jakub Szyszkowski – pchnięcie kulą; Magdalena Gorzkowska, Małgorzata Hołub, Agnieszka Karczmarczyk, Justyna Święty – sztafeta 4 x 400 metrów
- 2015 – Karol Zalewski – bieg na 200 metrów; Artur Kuciapski – bieg na 800 metrów; Patryk Dobek – bieg na 400 metrów; Kacper Oleszczuk – rzut oszczepem
- 2017 – Konrad Bukowiecki – pchnięcie kulą; Ewa Swoboda – bieg na 100 metrów; Dominika Muraszewska, Adrianna Janowicz, Mariola Karaś, Aleksandra Gaworska – sztafeta 4 x 400 metrów
- 2019 – Mateusz Borkowski – bieg na 800 metrów; Konrad Bukowiecki – pchnięcie kulą; Cyprian Mrzygłód – rzut oszczepem; Ewa Swoboda – bieg na 100 metrów; Natalia Bukowiecka – bieg na 400 metrów; Karolina Łozowska, Natalia Wosztyl, Natalia Widawska, Natalia Bukowiecka – sztafeta 4 x 400 metrów
- 2021 – Pia Skrzyszowska – bieg na 100 metrów przez płotki; Adrianna Sułek – siedmiobój
- 2025 – Alicja Sielska – bieg na 100 metrów przez płotki; Maciej Megier – bieg na 3000 metrów z przeszkodami

### Srebrni medaliści
- 1997 – Dorota Fiut – bieg na 800 metrów; Lidia Chojecka – bieg na 1500 metrów; Piotr Haczek – bieg na 400 metrów; Szymon Ziółkowski – rzut młotem; Marcin Krzywański, Dariusz Adamczyk, Piotr Balcerzak, Ryszard Pilarczyk – sztafeta 4 × 100 metrów;
- 1999 – Marcin Nowak – bieg na 100 metrów; Michał Węglarski, Piotr Długosielski, Mariusz Bizoń, Piotr Haczek – sztafeta 4 × 400 metrów;
- 2001 – Aleksandra Pielużek – bieg na 400 metrów przez płotki; Aleksandra Pielużek, Aneta Lemiesz, Monika Bejnar, Justyna Karolkiewicz – sztafeta 4 × 400 metrów; Łukasz Chyła – bieg na 200 metrów;
- 2003 – Daria Onyśko – bieg na 100 metrów; Anna Radoszewska, Daria Onyśko, Dorota Dydo, Małgorzata Flejszar – sztafeta 4 × 100 metrów; Marcin Jędrusiński – bieg na 200 metrów; Radosław Popławski – bieg na 3000 metrów z przeszkodami; Igor Janik – rzut oszczepem;
- 2005 – Piotr Małachowski – rzut dyskiem;
- 2007 – Grzegorz Klimczyk, Patryk Baranowski, Piotr Dąbrowski, Kacper Kozłowski – sztafeta 4 × 400 metrów; Adrian Świderski – trójskok;
- 2009 – Marcin Lewandowski – bieg na 800 metrów; Ewelina Ptak – bieg na 200 metrów; Agnieszka Ceglarek, Marika Popowicz, Milena Pędziwiatr, Weronika Wedler – sztafeta 4 × 100 metrów
- 2011 – Joanna Fiodorow – rzut młotem; Michał Pietrzak, Jakub Krzewina, Łukasz Krawczuk, Mateusz Fórmański – sztafeta 4 × 400 metrów
- 2013 – Robert Sobera – skok o tyczce; Remigiusz Olszewski, Przemysław Słowikowski, Karol Zalewski, Grzegorz Zimniewicz – sztafeta 4 × 100 metrów; Dominik Witczak – pchnięcie kulą; Karolina Kołeczek – bieg na 100 metrów przez płotki
- 2015 – Kajetan Duszyński, Patryk Dobek, Bartłomiej Chojnowski, Karol Zalewski – sztafeta 4 x 400 metrów; Wojciech Praczyk – rzut dyskiem; Sofia Ennaoui – bieg na 1500 metrów; Karolina Kołeczek – bieg na 100 metrów przez płotki; Małgorzata Curyło, Martyna Dąbrowska, Adrianna Janowicz, Patrycja Wyciszkiewicz – sztafeta 4 x 400 metrów
- 2017 – Wiktor Suwara, Przemysław Waściński, Kajetan Duszyński, Dariusz Kowaluk – sztafeta 4 x 400 metrów; Sofia Ennaoui – bieg na 1500 metrów; Klaudia Kardasz – pchnięcie kulą; Daria Zabawska – rzut dyskiem
- 2019 – Michał Sierocki – bieg na 110 metrów przez płotki; Klaudia Siciarz – bieg na 100 metrów przez płotki; Olga Niedziałek – chód na 20 kilometrów
- 2021 – Kinga Królik – bieg na 3000 metrów z przeszkodami
- 2025 – Maksymilian Szwed – bieg na 400 metrów; Mikołaj Szczęsny – skok wzwyż

### Brązowi medaliści
- 1997 – Małgorzata Pskit – bieg na 400 metrów przez płotki; Ryszard Pilarczyk – bieg na 200 metrów; Grzegorz Krzosek – bieg na 800 metrów; Marcin Kaczocha – skok wzwyż;
- 1999 – Grażyna Prokopek – bieg na 400 metrów; Monika Długa, Irena Sznajder, Agnieszka Rysiukiewicz, Magdalena Haszczyc – sztafeta 4 × 100 metrów; Paweł Czapiewski – bieg na 800 metrów; Maciej Pałyszko – rzut młotem;
- 2001 – Aneta Lemiesz – bieg na 400 metrów; Przemysław Rogowski – bieg na 200 metrów; Rafał Wieruszewski – bieg na 400 metrów; Leszek Śliwa – pchnięcie kulą;
- 2003 – Dorota Dydo – bieg na 200 metrów; Anna Ksok – skok wzwyż; Anna Rogowska – skok o tyczce; Rafał Wieruszewski – bieg na 400 metrów; Paweł Ochal – bieg na 10 000 metrów; Wojciech Borysiewicz – skok wzwyż;
- 2005 – Daniel Dąbrowski – bieg na 400 metrów;
- 2007 – Marta Jeschke – bieg na 200 metrów; Kacper Kozłowski – bieg na 400 metrów; Paulina Siemieniako, Ewelina Klocek, Marta Jeschke, Iwona Brzezińska – sztafeta 4 × 100 metrów;
- 2009 – Mateusz Mikos – pchnięcie kulą; Marika Popowicz – bieg na 100 metrów; Jan Ciepiela – bieg na 400 metrów; Marika Popowicz – bieg na 200 metrów; Urszula Domel – skok wzwyż; Agnieszka Leszczyńska – bieg na 800 metrów; Kamil Kryński, Artur Zaczek, Olaf Paruzel, Jakub Adamski – sztafeta 4 × 100 metrów; Krystian Zalewski – bieg na 3000 metrów z przeszkodami
- 2011 – Anna Kiełbasińska – bieg na 100 metrów, Anna Jagaciak – trójskok
- 2013 – Justyna Święty – bieg na 400 metrów
- 2015 – Andrzej Regin – pchnięcie kulą; Patrycja Wyciszkiewicz – bieg na 400 metrów; Malwina Kopron – rzut młotem
- 2017 – Michał Rozmys – bieg na 1500 metrów; Martyna Galant – bieg na 1500 metrów; Marcelina Witek – rzut oszczepem
- 2019 – Norbert Kobielski – skok wzwyż; Oskar Stachnik – rzut dyskiem; Klaudia Siciarz, Marlena Gola, Martyna Kotwiła, Ewa Swoboda – sztafeta 4 x 100 metrów
- 2021 – Klaudia Wojtunik – bieg na 100 metrów przez płotki; Natalia Wosztyl, Aleksandra Formella, Karolina Łozowska, Kinga Gacka – sztafeta 4 x 400 metrów
- 2023 – Wiktoria Miąso – skok wzwyż; Igor Bogaczyński, Adam Łukomski, Łukasz Żok, Patryk Krupa – sztafeta 4 x 100 metrów
- 2025 – Filip Rak – bieg na 1500 metrów